# Drets
|  | Pel que fa a l'associació de professionals del dret, vegeu Drets (associació). |

Els Drets són principis jurídics, socials o ètics de la llibertat, és a dir, els drets són les regles fonamentals normatives sobre el que està permès de persones o deguts a les persones, d'acord amb algun sistema jurídic, la convenció social, o la teoria ètica. Els drets són d'importància essencial en disciplines com el dret i l'ètica, sobretot les teories de la justícia i la deontologia.
Els drets sovint es consideren fonamentals per a la civilització, sent considerat com a pilars establerts de la societat i la cultura i la història dels conflictes socials es poden trobar en la història de cada dret i el seu desenvolupament.
Hi ha diverses concepcions sobre els drets. Així, el Jusnaturalisme considera que els drets venen donats pel Dret Natural, és a dir, un conjunt de principis de justícia eterns, en moltes ocasions vinculats a la divinitat. Existeix una altra concepció com el Positivisme Jurídic que planteja que els éssers humans tenim els drets reconeguts de forma legal, sense que hi hagi cap Dret Natural del qual emanin els drets individuals.

## Classificacions dels drets
Els drets es poden classificar seguint les categories següents:
- Els Drets Humans.[4] Són els drets reconeguts a tots els éssers humans simplement pel fet de ser-ho. Venen establerts pels documents de Nacions Unides com la Declaració Universal de Drets Humans,[5] el Pacte Internacional de Drets Civils i Polítics, o el Pacte Internacional de Drets Econòmics, Socials i Culturals. Exemples de Drets Humans serien el dret a no ser torturat, el dret a la vida, el dret al treball o el dret a l'educació.
- Els Drets de Ciutadania. Són aquells drets que els estats reconeixen als seus ciutadans. Cada estat pot reconèixer drets específics i diferenciats pels seus ciutadans, per tant, el fet que un ciutadà d'un estat els tingui, no ha d'implicar que els ciutadans d'un altre estat també els tinguin. Drets de Ciutadania serien per exemple, el dret a cobrar una quantitat determinada pel fet de ser pare, o el dret a poder votar en eleccions regionals. Aquests drets estan reconeguts en les Constitucions i Lleis de l'estat.
- Els drets naturals: Sinònims de drets innats i drets inalienables. Es refereix als drets previs al poder i el dret.[4]
- Els drets públics subjectius. Els drets de la persona com a drets públics subjectius, com a reacció i contrapunt a les teories jusnaturalistes. Comporta tenir en compte el fet que hi ha una relació jurídica entre l'estat i els seus ciutadans.[6][4]
- Llibertats públiques[7][8]
- Drets morals. Són drets inherents a la condició d’autor, de caràcter irrenunciable i inalienable. Protegeixen la identitat i reputació de del titular. Representen l'expressió de sobirania de l'autor sobre la seva obra.[9] Inclouen les facultats de divulgació, paternitat, integritat, modificació, retirada i accés.[10][8]
- Drets fonamentals[8]

Els drets es classifiquen segons criteris.
- Segons el subjecte: individuals o col·lectius.
- Segons el contingut:
  - Drets individuals: dignitat, vida, integritat física i psíquica, llibertat i seguretat, llibertat de residència, llibertat de creença ideològica i religiosa i tutela judicial.[12]
  - Vida privada: honor, pròpia imatge, inviolabilitat del domicili, secret de les comunicacions i preotecció de les dades personals.
  - D'àmbit públic: llibertat d'expressió i informació, dret de sufragi actiu i passiu, dret d'accés al càrrec públic, reunió, manifestació, associació, petició, dret a l'educació i llibertat d'ensenyança.
  - Drets laborals: Els treballadors tenen com a drets bàsics, amb el contingut i l'abast que determini la normativa específica, la feina i lliure elecció de professió o ofici, lliure sindicació,[13] dret a vaga, dret a reunió i participació en l'empresa, negociació col·lectiva, adopció de mesures en conflictes col·lectius i dret a la colegiació.[14] La celebració d’un contracte de treball suposa uns drets per al treballador i obligacions per a l’empresari i a l’hora també unes obligacions que contrau el treballador envers l’empresari.[15]
  - Drets econòmics i socials: propietat privada i herència i llibertat de premsa.[16]
- Segons la naturalesa:

De llibertat: Delimitació negativa de l'àmbit d'actuació de l'individu.
De prestació: Assumeixen que un poder públic ha d'actuar perquè es facen.
- Segons la garantia.[17]

## Història
En l'antiga Grècia i l'antiga Roma no hi havia el que modernament es coneix com a drets, però sí concepcions amb característiques comunes amb la teoria dels drets i les llibertats com són la limitació jurídica del poder i la justícia. Es diferenciava entre persona lliure i persona esclava per la condició natural de l'individu, que la societat no tenia cap remei més que acceptar-la.
Amb l'assentament del cristianisme, es realitza una separació entre allò polític i allò religiós sense que s'interferisquen mútuament; concep la societat fonamentant-se en la dignitat humana però no la constitueix en un límit respecte el poder.
En l'edat mitjana van aparèixer els primers drets, malgrat que eren limitats, implicant que s'escaiga més considerar-los privilegis. Els límits que tenien afectaven a nivell de vigència cronològica i a nivell d'individu i territori. Són els casos dels furs i les cartes de poblament, que suposaven límits al poder del senyor feudal.
A partir del Renaixement, Reforma Protestant, el lliure comerç i la impremta, les bases de l'organització social i les necessitats de la societat va patir canvis que comportaren la unió del poder religiós i el polític, afectant als drets.
Les organitzacions religioses que defenien la tolerància social i el respecte per les persones van aportar la base dels drets. Una de les contribucions per la concepció dels drets prové de l'escola espanyola del Dret Natural, que davant el descobriment d'Amèrica va plantejar el problema de si els natius d'Amèrica tenien els mateixos drets que els espanyols. Els dos autors destacats d'aquesta escola foren Francisco de Vitoria i Bartolomé de las Casas i tingueren influència en les lleis de Burgos de 1512 (sorgides per les protestes del domínic Montesinos) i les Lleis Noces de 1542 (sorgides per la defensa dels drets dels indis feta per Bartolomé de las Casas).
Els drets fonamentals més destacats a nivell històric serien les declaracions americanes de finals del segle xviii. Són les Declaracions d'Independència de les colònies americanes, que tècnicament són declaracions de drets per reconèixer la igualtat de tots els homes en la seua dignitat, els drets inalienables a la vida, llibertat, propietat, seguretat i cerca de la pròpia felicitat, el dret a l'oposició al poder polític i el reconeixement de la sobirania popular. Destaquen la Declaració de Drets del Bon Poble de Virginia de 1776 i la Declaració d'Independència de 4 de juliol de 1776. En particular, la Declaració de Drets de Virgínia es tracta de la primera del seu tipus en el constitucionalisme modern, junt amb la de d'altres colònies, en declarar i establir drets ho feia segons drets derivats de la naturalesa humana i de la raó i no pas a la common law. Les deu primeres esmenes fetes a la Constitució dels Estats Units de 1787, ratificades el 1791, introduïren un conjunt de drets precedents del concepte modern de drets i llibertats, consagra la llibertat d'expressió i la de premsa, entre d'altres, tot i que també l'encara en vigor i polèmic dret del poble a posseir i portar armes.
Posteriorment, la Declaració de Drets de l'Home i del Ciutadà de 1789 té molts punts en comú amb les declaracions americanes, especialment el rerefons generalista i racionalista i la pretensió d'establir un àmbit ciutadà contraposat a l'acció del poder. Aquesta declaració aportà una nova concepció de la societat que afecta a l'Estat i la relació d'aquest amb el ciutadà, caracteritzada per:
- Universalitat: Els drets corresponen a la persona independentment de la ubicació nacional.
- Individualisme: L'home és el subjecte dels drets. No són els grups ni les entitats.
- Els drets són anteriors a l'Estat: La finalitat de l'Estat és la de conservar i garantir els drets. Per a açò, s'estableix com a mètode la sobirania popular i la divisió dels poders.
- Llibertat i igualtat: La llibertat es concreta amb la llibertat de pensament, religiosa i d'impremta. Relacionada amb la llibertat és la igualtat de tots els homes i la llei ha de ser la mateirxa per a tots. Els homes naixen i romanen lliures i iguals en drets.
- Llei com expressió de la voluntat general: La llei és el mitjà per a permetre que hi haja llibertat. Tots els ciutadans participen en l'elaboració de les lleis de manera directa o mitjançant els representants.

Aquesta Declaració està limitada als esclaus i les dones.
Amb el constitucionalisme, les declaracions de drets són incorporades a les constitucions i evolucionen segons ho fan els estats.
Els drets estan agrupats cronològicament segons han sigut incorporats als ordenaments jurídics. Es distingeixen quatre generacions de drets.
- Drets de primera generació[29]

Apareixen a la primera meitat del segle xix als estats liberals. Eren individuals individuals: dret a la vida, llibertat, seguretat, la propietat, de pensament i impremta, dret de sufragi, inviolabilitat del domicili i altres. La Declaració Universal dels Drets Humans, proclamada per l'Assemblea General de les Nacions Unides l'any 1948, va representar la culminació d'un llarg procés de reconeixement dels drets civils individuals, iniciat amb la modernitat il·lustrada i que havia pres forma amb les revolucions burgeses. Hi ha drets recollits en constitucions i en lleis.
- Drets de segona generació[30] Per donar resposat a les situacions d'injustícia i desigualtat hi ha els drets socials, entre els quals el dret a la salut, a l'educació, a l'habitatge, ocupació i salari just. Es persegueix la igualtat real en contraposició de l'individualisme anterior. Per a arribar aquesta igualtat és necessari la intervenció de l'Estat. Són els drets de sindicació, de vaga, de salari mínim, a vacances, d'educació, assistència sanitària i altres.
- Drets de tercera generació[31] L'atenció a l'estat real va posar de manifest les implicacions culturals, identitàries i ecològiques de les desigualtats. La tercera generació de drets tracta d'aspectes vinculats a la identitat sexual i de gènere, drets culturals i territorials, dret a la privacitat i dret a medi ambient de qualitat.[31]

- Drets de quarta generació[32]

Alguns autors no parlen de l'existència de la quarta generació dels drets. Aquesta quarta generació no està relacionada amb una evolució política, sinó amb l'evolució tecnològica i científica.
Rebollo Delgado & Pais Rodríguez (2004, p. 101) consideren la quarta generació: la generalització de les tres generacions anteriors, anomenada solidaritat universal; la protecció de l'ecosistema i del patrimoni de la humanitat; els drets relatius a l'ús de l'ADN, la clonació, les cèl·lules mare, les tècniques de reproducció humana i l'eutanàsia; i els drets de la protecció de dades i el dret a l'accés a la informació.